# Краспедакуста
Краспедакуста (лат. Craspedacusta) — род медуз из семейства Олиндииды (лат. Olindiidae) отряда Лимномедузы (лат. Limnomedusae). Один из двух родов пресноводных медуз.
На стадии полипа имеет размер 0,5—2 мм, взрослая медуза в диаметре 15—20 мм.
Отличительные признаки рода: манубриум узкий и длинный, ротовое отверстие с четырьмя лопастями, гонады развиваются на радиальных каналах.
К роду Craspedacusta относятся следующие виды:
- Craspedacusta brevinema He & Xu, 2002
- Craspedacusta chuxiongensis He, Xu & Nie, 2000
- Craspedacusta hangzhouensis He, 1980
- Craspedacusta iseanum (Oka & Hara, 1922)
- Craspedacusta kuoi Shieh & Wang, 1959
- Craspedacusta sichuanensis He & Kou, 1984
- Craspedacusta sinensis Gaw & Kung, 1939
- Craspedacusta sowerbii Lankester, 1880
- Craspedacusta vovasi Naumov & Stepanjants, 1971
- Craspedacusta xinyangensis He, 1980
- Craspedacusta ziguiensis He & Xu, 1985

В России три вида:
- Craspedacusta sowerbii Lankester, 1880
- Craspedacusta iseana (Oka et Hara, 1992)
- Craspedacusta sinensis Gam et Kung, 1939